# Колективний блог
Колекти́вний або соціа́льний блог — різновид блогів, що ведеться групою осіб, які ведуть різні облікові записи, за правилами, визначеними власником чи модератором. Цей тип блогів часто використовується для ведення корпоративного блогу, коли декілька співробітників ведуть один блог компанії.